# کیرچین
کیرچین (به لاتین: Kyrchin) یک منطقهٔ مسکونی در قرقیزستان است که در استان اوش واقع شده‌است. کیرچین ۲٬۹۴۱ متر بالاتر از سطح دریا واقع شده‌است.